# Defletor de chuva

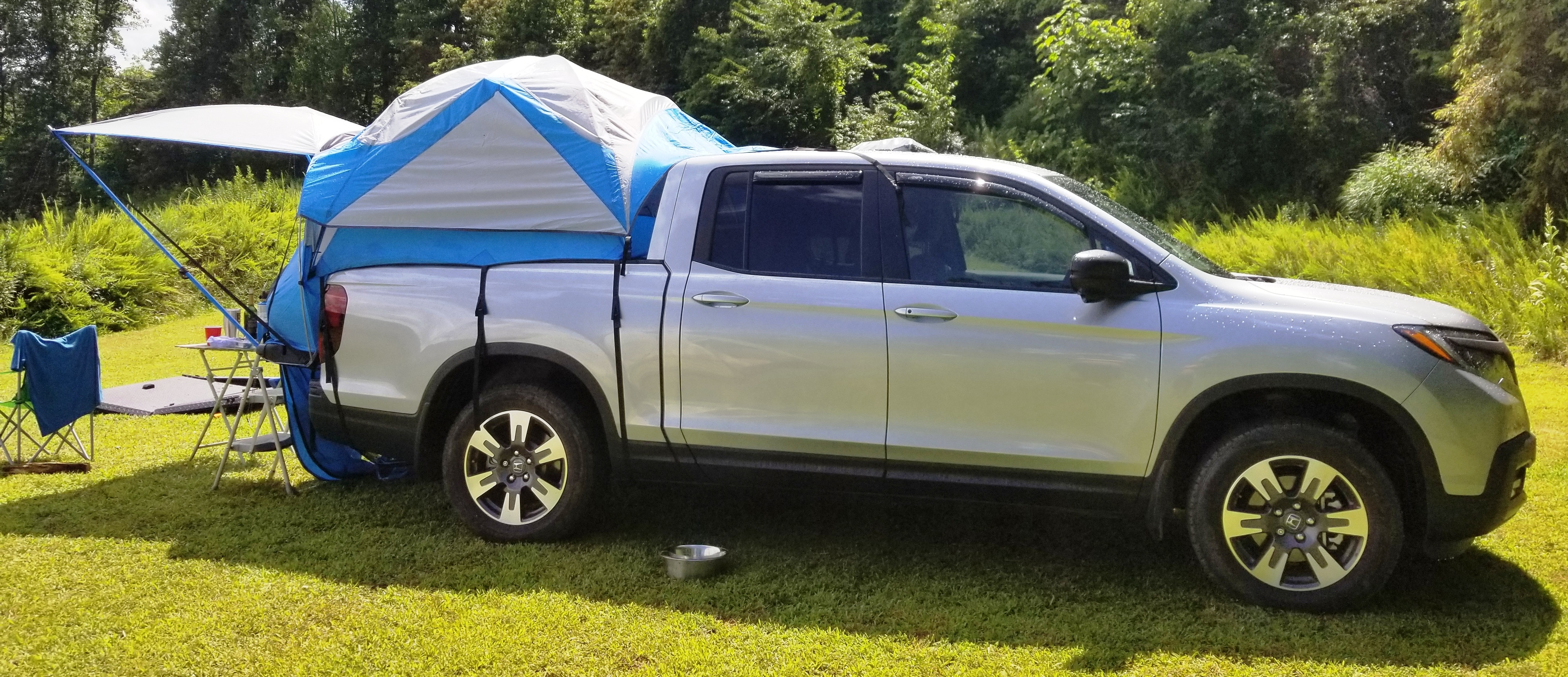
Automóvel com defletores de chuva instalados

Defletor de chuva é o termo técnico para definir um acessório automotivo que consiste de uma pequena calha invertida, comprida e estreita, geralmente de acrílico, utilizada nas janelas de ambos os lados de um automóvel. Popularmente, é também denominado calha de chuva (português brasileiro) ou chuvento. (português europeu)
Tal acessório permite que haja troca de ar sem que as intempéries (isto é, chuva, ventania ou sol) adentrem o veículo, bem como evita que os vidros se embacem em dias de chuva ou de calor intensos. 
É um item automotivo que tende a ser mais utilizado em modelos de veículos sem ar-condicionado.